# バーチャル3部作
バーチャル3部作（バーチャルさんぶさく）は、NHK教育テレビ『天才てれびくん』のアニメコーナーで放送された映像作品の内、以下の3作品の総称である（放送はアニメコーナー内であるが完全なアニメ作品ではない）。
- 『恐竜惑星』
- 『ジーンダイバー』
- 『救命戦士ナノセイバー』

各作品の詳細については個別項目を参照のこと。本項では全体的な概要を記述する。

## 概要
「3部作」という呼称は正式なものでなく、ファンから呼ばれ始めたいわば俗称で、「Vシリーズ」と呼ばれることもある。天てれ20周年特番ではSFアニメ3部作と紹介された。この3作品はそれぞれ世界観が別物であり、登場人物は異なる。しかしながら他の『天才てれびくん』番組内作品とは区別されており、後にDVD化される際もこの3作品が連続で発売されることになった（後述）。
当初NHKはソフト化には消極的で『救命戦士ナノセイバー』にいたってはポケモンショックのあおりも受けたが、2003年から2004年にかけて3作品とも総務省が定めたガイドライン修正によりDVD化され、放送順に連続して発売された。2023年2月には『天才てれびくん』放送30周年を記念して上記のDVD-BOXの再販が3部作とも行われた。
NHKとしては科学教育コーナーの位置づけであり、1995年度の『ミステリートラベラー』、1996年度の『ダ・ヴィンチの迷宮』と合わせて「天才てれびくん科学シリーズ」としていたが定着しなかった。

## 詳細
- 3作品いずれも人間（例：てれび戦士など）がコンピュータシミュレーションによって作られたバーチャル世界に入って活動するという設定。この設定を、現実世界＝実写＋CGパート、バーチャル世界＝アニメパートとしてほぼ完全に分けて進行させることで、現実世界に対するバーチャル世界という構造を直感的に分かりやすく表現している。
  - 現実世界パートはクロマキー合成を用い、CGの背景の中で実写の役者とCGのキャラクターが掛け合いを演じる。メインとなるバーチャル世界パートでは基本的に全編アニメで進行される。またバーチャル世界と現実世界の間で登場人物達が会話をしたり物資を送る、あるいは実写の登場人物が現実世界とバーチャル世界（こちらではアニメキャラ）を行き来するなどなど、二つのパートが互いに大きく関係しながら物語は進行していく。このようにアニメ・CG・実写を組み合わせた映像によるストーリー進行がなされる。
  - この組み合わせで制作されているため純粋なアニメ作品ではないが、メインがバーチャル世界での出来事であるアニメパートであるため、アニメ作品として取り扱われることも多い。
  - 同一人物を実写パート・CGパートは俳優（主にてれび戦士を含む子役）が、アニメパートは声優が演じていた。
- 3作品とも番組内作品にしては非常にハードSF志向が強く、放送時点での最新の科学考証を取り入れた綿密なSF設定がいずれの作品でもなされている。3作品全ての設定には、金子隆一と本多成正が関わっている。
  - もともとNHK教育テレビで放送される子供向け番組であるため、作品中では物語の舞台についての最新の知識が頻繁に織り込まれている（恐竜惑星：恐竜、ジーンダイバー：生命の進化、ナノセイバー：人体の仕組み）。これらの制約を逆にうまく利用し、その世界観と知識を発展させSF設定を作り上げていた。
- あくまで番組の1コーナーであることから放送日時（「天才てれびくん」は帯番組であるが、毎回放送するとは限らない）や放送時間が一定でなかった。本放送の放映後に総集編としてまとめて放映もされたが、これも日時を知るのが困難であった。また夏休みと春休みに再放送（主に総集編）される事もあったが、高校野球中継のため番組自体が中止になることもあった。
- 特に1・2作目である恐竜惑星とジーンダイバーは連続して放送されたこともあり設定が似ている部分も見られる。
  - どちらもバーチャル世界内であるため様々な時代（過去）に移動することができる。そのため時間移動モノの作品としての側面を持つ。
  - ジーンダイバーでは情報量の増加により、バーチャル世界での過去の出来事が現実世界と重なるという恐竜惑星での設定を引き継いでいる。恐竜惑星内ではこの現象について詳しく解説が成されたが、ジーンダイバーでは既知の現象として扱われている。